# Birke Bull-Bischoff

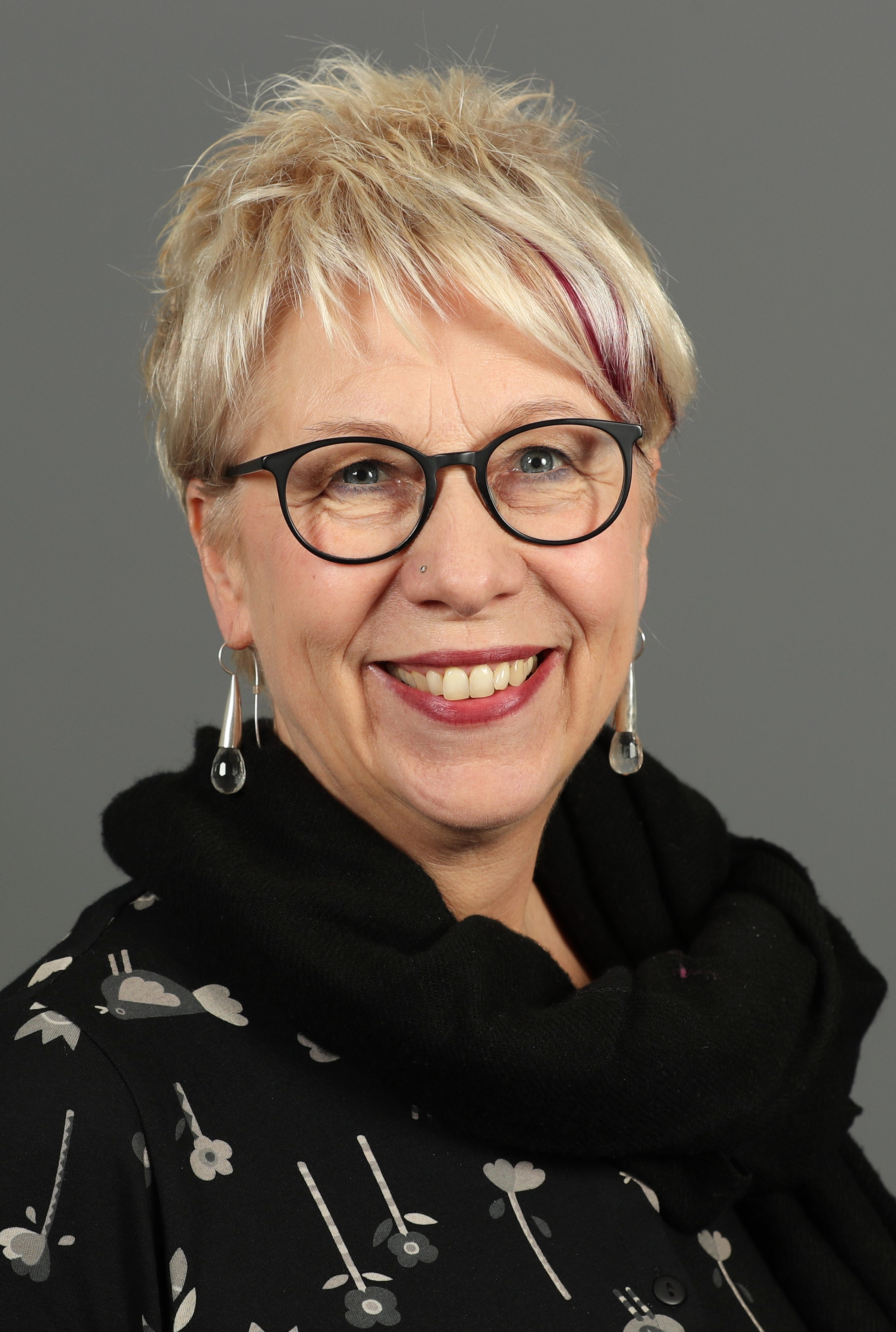
Birke Bull (2020)

Birke Bull-Bischoff (* 9. November 1963 in Weißenfels) ist eine deutsche Lehrerin und Politikerin (PDS, Die Linke). Sie war von 1999 bis 2017 Abgeordnete im Landtag von Sachsen-Anhalt und von 2012 bis 2017 Landesvorsitzende der Partei Die Linke Sachsen-Anhalt. Von 2017 bis 2021 war sie Mitglied des Deutschen Bundestags.

## Leben und Beruf
Nach dem Besuch einer Polytechnischen Oberschule von 1970 bis 1980 absolvierte Bull-Bischoff bis 1984 ein Studium zur Unterstufenlehrerin an einem Institut für Lehrerbildung. Danach arbeitete sie als Lehrerin, unter anderem für Musik, an der POS Erich Weinert in Halle. Von 1986 bis 1989 war sie Mitarbeiterin in der FDJ-Bezirksleitung Halle. Nach der Wende arbeitete sie zunächst bis 1992 in einem Hallenser Schülerfreizeitzentrum. Von 1990 bis 1994 war sie als Musikschullehrerin am Konservatorium Georg Friedrich Händel in Halle tätig.
Bull-Bischoff absolvierte von 2002 bis 2007 ein Studium der Soziologie und Pädagogik an der Otto-von-Guericke-Universität Magdeburg. Von 2007 bis 2012 war sie Vorsitzende der Lebenshilfe Sachsen-Anhalt.
Birke Bull-Bischoff ist seit Oktober 2016 in zweiter Ehe mit Norbert Bischoff verheiratet und hat ein Kind.

## Partei

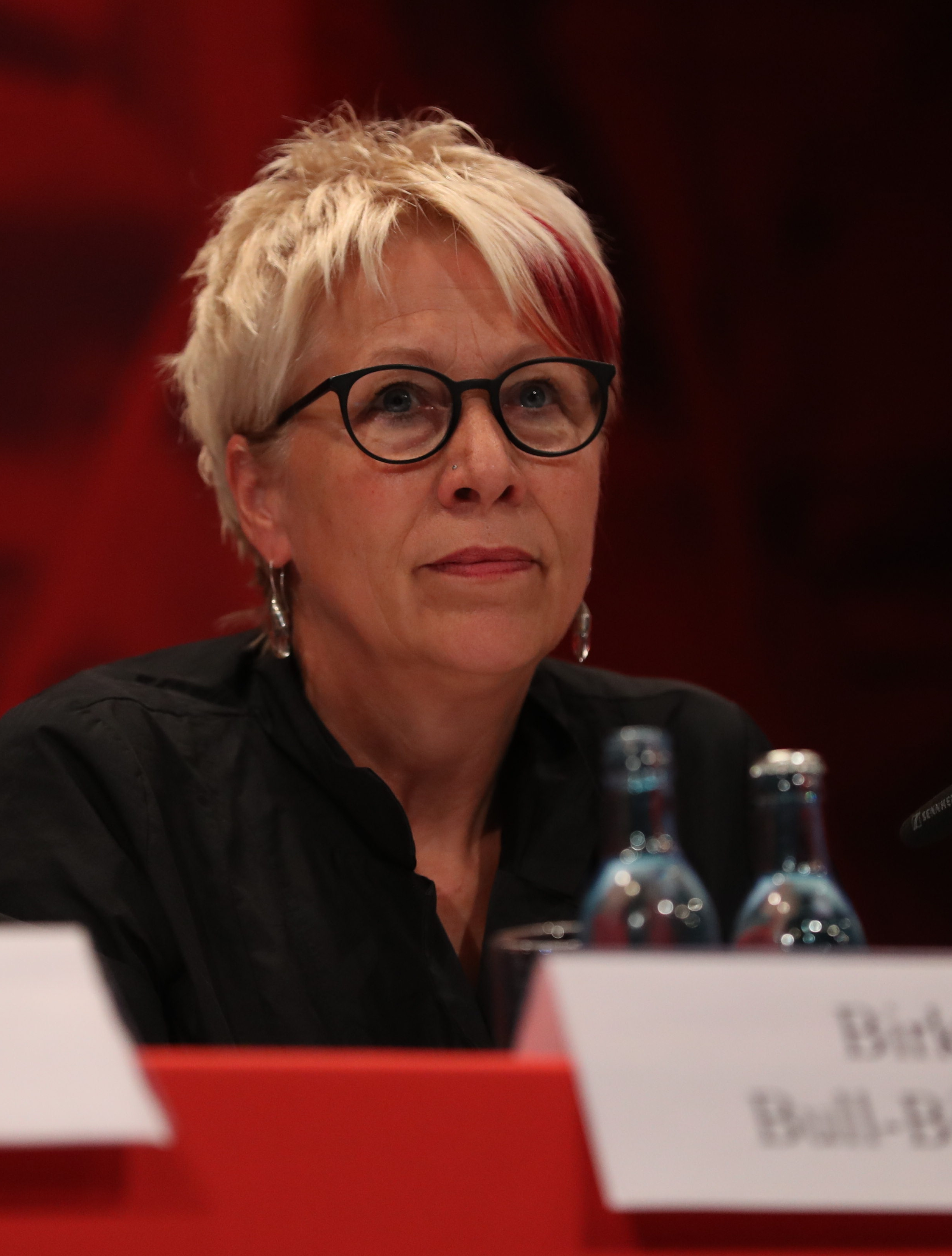
Birke Bull als Versammlungsleiterin auf dem Parteitag im Mai 2018 in Leipzig

Bull-Bischoff trat 1982 in die SED ein und wurde 1990 Mitglied der PDS. Sie war von 1993 bis 1995 Mitglied des PDS-Stadtvorstandes Halle, wurde 1999 in den Landesvorstand der PDS Sachsen-Anhalt gewählt und war ab 2002 stellvertretende Landesvorsitzende der Partei. Nach der Wahl des Parteivorsitzenden Matthias Höhn zum Bundesgeschäftsführer wurde sie 2012 zur Landesvorsitzenden der Partei Die Linke gewählt. Diese Funktion übte sie bis Mai 2017 aus.

## Abgeordnete
Für die PDS zog sie erstmals 1994 (2. Wahlperiode) in den Landtag von Sachsen-Anhalt ein. Dort war sie ab April 1999 stellvertretende Vorsitzende der PDS-, später der Linksfraktion und Mitglied im Ausschuss für Soziales. In der 7. Wahlperiode war sie Mitglied des Ausschusses für Bildung und Kultur.
2017 zog sie in den 19. Deutschen Bundestag ein. Dort war Bull-Bischoff Vorsitzende der Projektgruppe 6 der Enquete Berufliche Bildung und Obfrau der Enquete-Kommission „Berufliche Bildung“. Zudem war Bull-Bischoff ordentliches Mitglied im Ausschuss für Bildung, Forschung und Technikfolgenabschätzung, sowie im Kuratorium der Bundeszentrale für politische Bildung. Als stellvertretendes Mitglied engagierte sie sich im Haushaltsausschuss und im Ausschuss für Familie, Senioren, Frauen und Jugend. Zudem war sie stellvertretende Vorsitzende der Deutsch-Irischen Parlamentariergruppe.
Sie wurde auf Platz 3 der Landesliste der Linken Sachsen-Anhalt in für die Bundestagswahl 2021 gewählt.
Bei der Bundestagswahl zum 20. Deutschen Bundestag, am 26. September 2021, wurde sie nicht wieder in den Bundestag gewählt und verlor ihr Bundestagsmandat.

## Sonstiges
2021 wählte der Landtag von Sachsen-Anhalt Bull-Bischoff für eine siebenjährige Amtszeit zum stellvertretenden Mitglied des Landesverfassungsgerichts des Landes.